# Campeonato Internacional de Tênis do Estado do Pará
Il Campeonato Internacional de Tênis do Estado do Pará è stato un torneo professionistico di tennis giocato sul cemento, che facefva parte dell'ATP Challenger Tour. L'unica edizione si è disputata a Belém in Brasile.

## Albo d'oro

### Singolare
| Anno | Campione        | Finalista        | Punteggio      |
| ---- | --------------- | ---------------- | -------------- |
| 2012 | Ricardo Hocevar | Thiemo de Bakker | 7–6(1), 7–6(4) |

### Doppio
| Anno | Campioni                      | Finalisti                     | Punteggio |
| ---- | ----------------------------- | ----------------------------- | --------- |
| 2012 | John Peers John-Patrick Smith | Nicholas Monroe Simon Stadler | 6–3, 6–2  |